# Bernard Tolomei
Bernard Tolomei, właśc. włos. Giovanni Tolomei (ur. 10 maja 1272 w Sienie, zm. 20 sierpnia 1348 tamże) – święty katolicki, założyciel kongregacji mniszej oliwetanów (odłamu zakonu benedyktynów).

## Życiorys
Był synem Mino Tolomei, a na chrzcie nadano mu imię Jan (włos. Giovanni). Od 6 roku życia jego kształceniem i wychowaniem zajmowali się miejscowi dominikanie. Na życzenie ojca podjął studia uniwersyteckie, a następnie został pasowany na rycerza przez Rudolfa I. W bractwie istniejącym przy szpitalu La Scala, do którego wstąpił, poznał Andrzeja Piccolomini i Patrycjusza Patrizziego. W celu uniknięcia służby wojskowej został wykładowcą prawa. Odzyskanie wzroku wpłynęło na porzucenie katedry uniwersyteckiej i udanie się do pustelni wraz z towarzyszami poznanymi w konfraterni. Żyjąc w grotach przyjął imię Bernard od imienia św. Bernarda z Clairvaux. Na polecenie inkwizytora udali się do Awinionu by uzyskać aprobatę papieża Jana XXII, który zażądał przyjęcia jednej z istniejących reguł zakonnych i oddał ich pod opiekę biskupa z Arezzo. Przyjęli patronat Najświętszej Marii z Monte Oliveto, regułę benedyktyńską i przywdziali białe habity. W 1322 roku Bernard Tolomei został drugim opatem (po Patrycjuszu Patrizzim) nowej kongregacji oliwetanów (wcześniej odmawiał przyjęcia tej godności). Zmarł jako ostatni z założycieli w okresie panującej zarazy. Zakon w 1343 roku liczył już 160 mnichów.

## Kult
Wczesny kult założyciela oliwetanów zaaprobowano w 1644 roku.
26 kwietnia 2009 roku papież Benedykt XVI kanonizował w Watykanie o. Bernarda Tolomei.
Jego wspomnienie liturgiczne w Kościele katolickim obchodzone jest 20 sierpnia, a w zakonach benedyktyńskich - 19 sierpnia.